# Johann Baptist Hauttmann

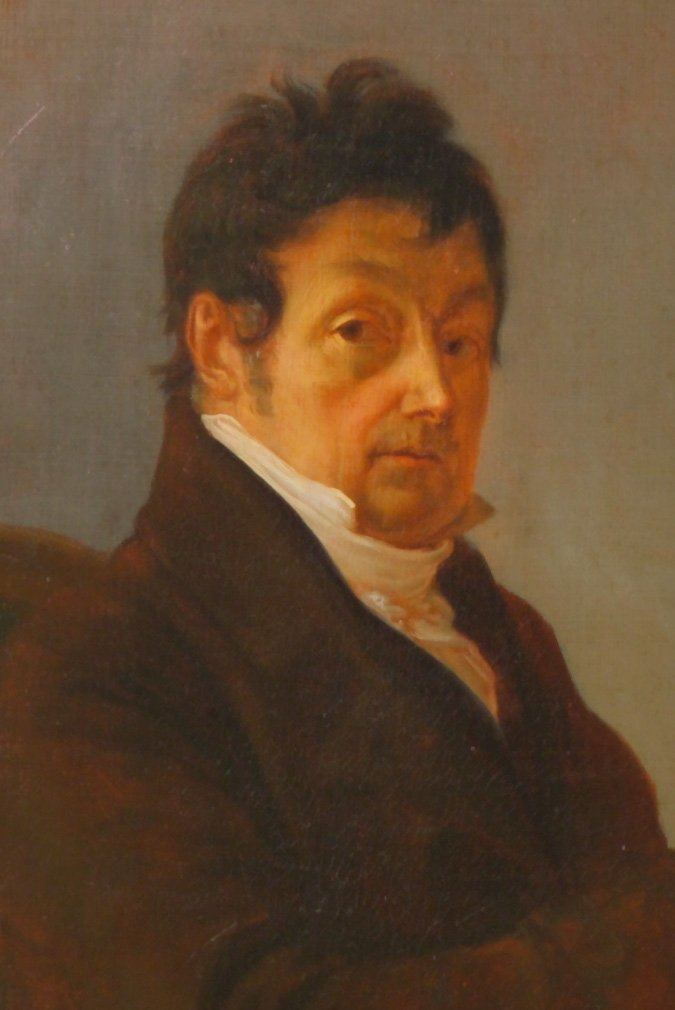
Johann Baptist Hauttmann: Selbstporträt (Ausschnitt aus Bildnis des Malers mit seiner Familie (1815, Behnhaus))

Johann Baptist Hauttmann (* 1756 in Waldthurn in der Oberpfalz; † 16. Februar 1832 in Lübeck) war ein deutscher Porträtmaler und Zeichner.

## Leben
Hauttmann entstammte einer Künstlerfamilie aus der Oberpfalz und war der fünfte Sohn des Bildhauers Johann Michael Hauttmann († 1762 in Waldsassen). Er war ab 1788 zunächst in Wechselburg, dann in Dresden und Berlin als Porträtmaler tätig. Ab 1795 übernahm er bis zum Jahr 1810 die künstlerische Leitung der Roddeschen Tapetenfabrik in Lübeck. Im Zuge der Insolvenz des Eigentümers musste er sich neu orientieren und wurde ab 1810 Zeichenlehrer am Katharineum zu Lübeck.
Sein Sohn, der Zeichner Ludwig Heinrich Matthias Hauttmann (1796–1861), besuchte von 1821 bis 1824 die Preußische Akademie der Künste in Berlin unter Friedrich Wilhelm von Schadow und war später ebenfalls in Lübeck als Zeichenlehrer tätig.

## Museumsbesitz

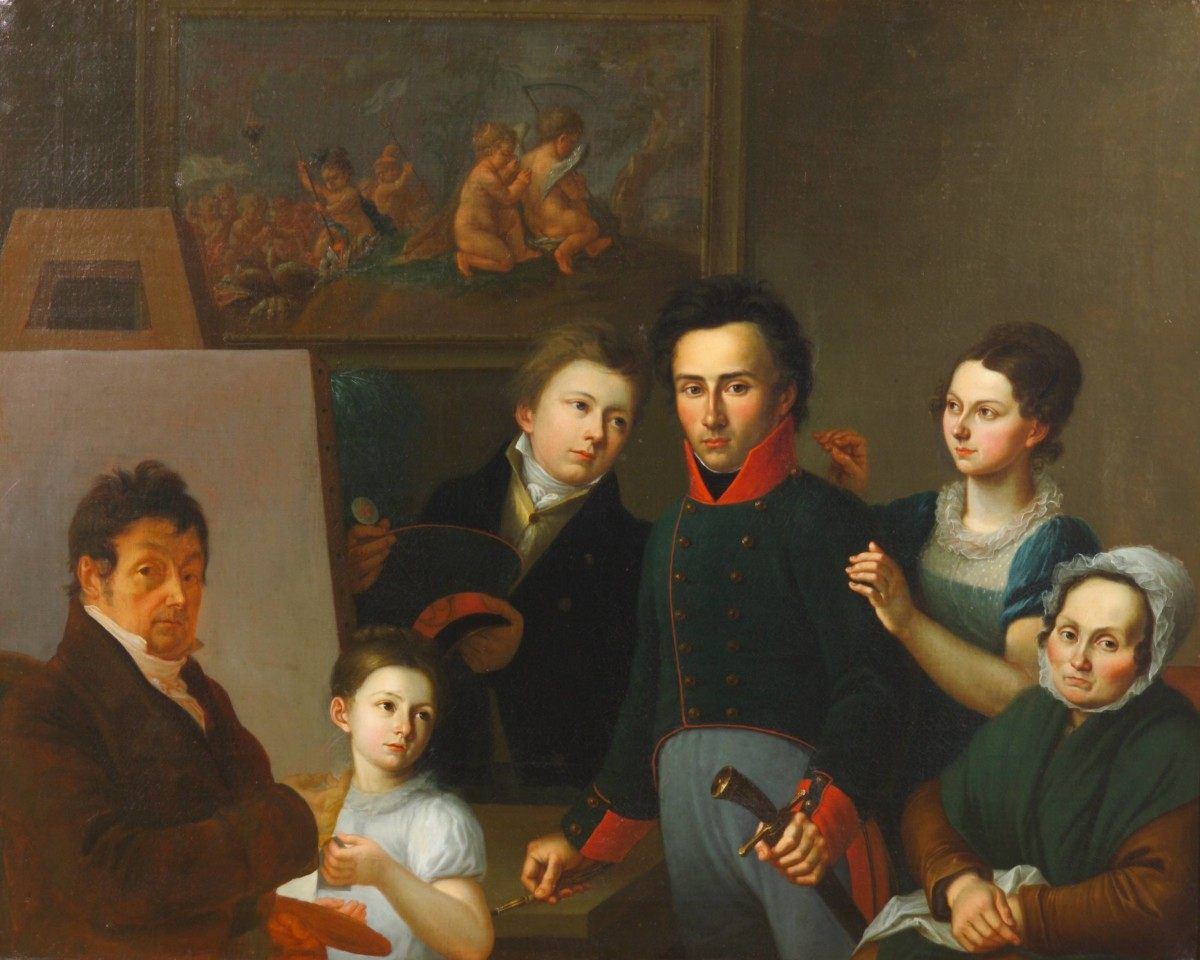
Bildnis des Malers mit seiner Familie (1813/15)
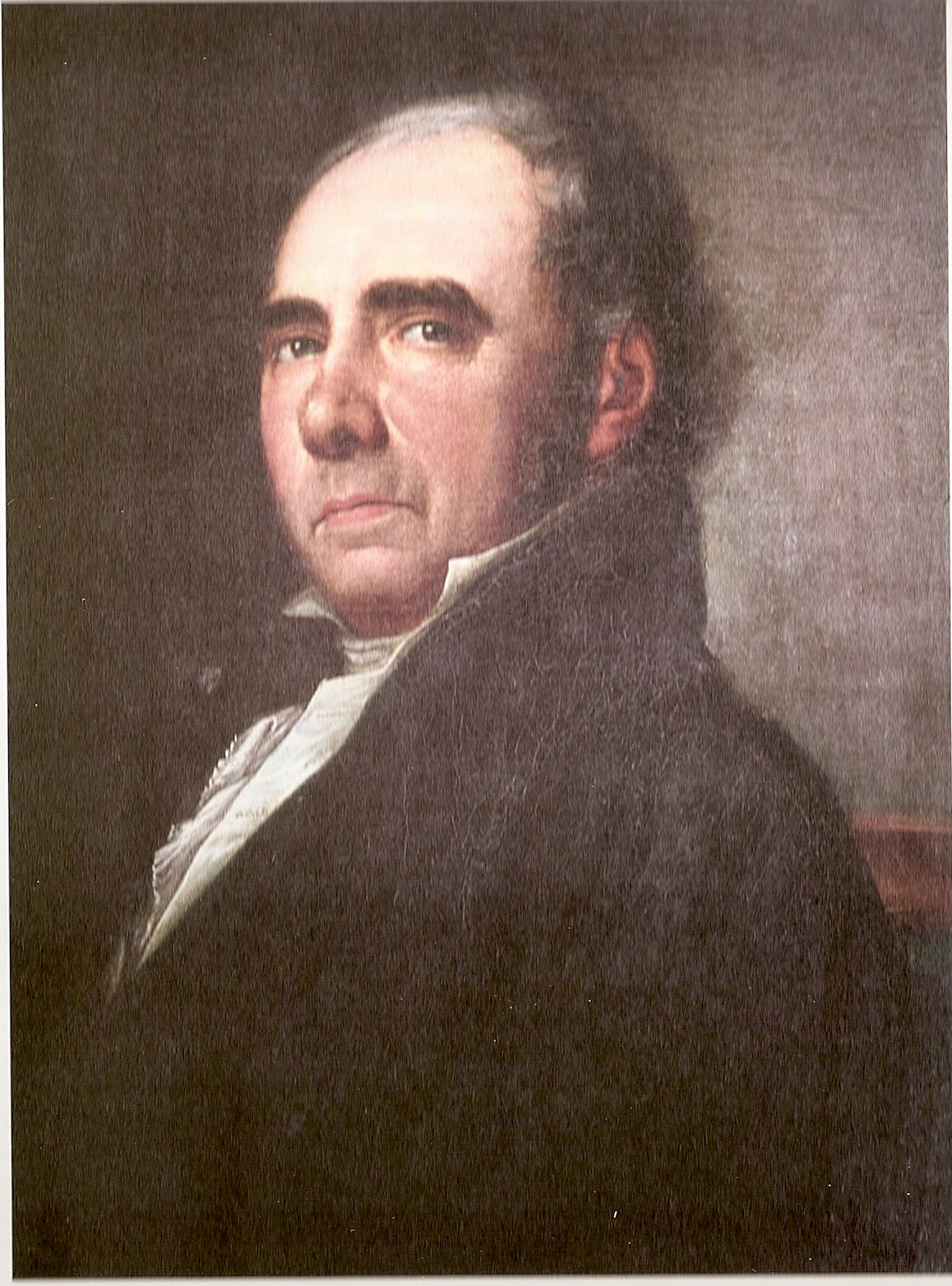
Porträt des dänischen Architekten Joseph Christian Lillie (1806)